# Синусоидальный насос

Принцип действия синусоидального насоса

Синусоидальный насос — насос объемного типа. Его основной элемент — ротор — диск с двумя синусоидальными волнами, повернутыми на 90 градусов. Ротор вращается внутри двух полуцилиндрических пластиковых статоров, образуя четыре симметричные вращающиеся камеры, в которых перемещается продукт. Особенность работы насосов заключается в том, что камеры при движении представляют собой единое целое, и их объём в процессе перекачивания не изменяется; поэтому перекачиваемая среда не подвергается сколько-нибудь значительным механическим воздействиям. Зону нагнетания и всасывания разделяет пластиковый скребок, установленный на роторе, который способствует перемещению продукта к выходному патрубку. Внутреннее проскальзывание среды в насосах такой конструкции определяется, в основном, шириной зазоров между ротором и пластиковыми статорами, корпусом насоса и скребком. Благодаря минимальной деформации жидкости, насос перекачивает высоковязкие вещества.

## Преимущества
- Бережное перекачивание
- Низкий уровень пульсации
- Отсутствие пенообразования
- Эффективное перекачивание высоковязких сред
- Высокая всасывающая способность (при заполненной рабочей камере)
- Простая конструкция с одним штоком
- Компактный размер
- Гигиеническая конструкция

## Недостатки
- Быстрый износ проточной части при перекачивании абразивных сред

## Применение
Насосы применяются для транспортировки сред, содержащих вещества мягкой консистенции. К типичной области применения таких насосов относится транспортировка готовых пищевых продуктов, супов, соусов, замороженных продуктов, салатов и мясных смесей.

## История
Первое серийное производство синусоидальных насосов было освоено в 1970-е годы в Германии. Первые насосы были поставлены клиентам из винодельческой промышленности.